# District de Fujitsu
Le district de Fujitsu (藤津郡, Fujitsu-gun) est un district de la préfecture de Saga au Japon.
Au 1er février 2015, sa population était de 9 099 habitants pour une superficie de 74,3 km2 et une densité de population de 122 habitants au km².

## Commune du district
- Tara